# Dermacentor ushakovae
Dermacentor ushakovae är en fästingart som beskrevs av Filippova och Panova 1987. Dermacentor ushakovae ingår i släktet Dermacentor och familjen hårda fästingar. Inga underarter finns listade i Catalogue of Life.